# Pelekium intricatum
Pelekium intricatum är en bladmossart som beskrevs av Andries Touw 2001. Pelekium intricatum ingår i släktet Pelekium och familjen Thuidiaceae. Inga underarter finns listade i Catalogue of Life.